# 2011 en athlétisme
Cet article récapitule les faits marquants de l'année 2011 en athlétisme, les grandes compétitions de l'année, les records mondiaux et continentaux battus en 2011 et les décès d'athlètes survenus en 2011.

## Faits marquants

### Janvier
- 15 janvier 2011 : pour sa première compétition de l'année, à Aubière, le perchiste français Renaud Lavillenie s'empare de la meilleure performance mondiale de l'année avec un saut 5,92 m, marque très rare à cette époque de l'année.
- 21 janvier 2011 : l'ancien champion du monde et recordman d'Europe du 400 mètres haies Stéphane Diagana se blesse gravement lors d'une sortie à vélo.

### Février
- 6 février 2011 : l'Américain Ashton Eaton améliore son propre record du monde de l'heptathlon en réalisant 6 568 points lors du meeting de Tallinn[1].
- 18 février 2011 : la Kényane Mary Jepkosgei Keitany établit un nouveau record du monde du semi-marathon à Ras el Khaïmah en 1 h 05 min 50 s[2].
- 18 février 2011 : l'équipe de Russie (Bulanova, Martynova, Kofanova et Balakshina) améliore de près de six secondes le record du monde du relais 4 × 800 m en 8 min 06 s 24 à l'occasion des Championnats nationaux de Moscou[3].
- 19 février 2011 : le Britannique Mo Farah établit un nouveau record d'Europe en salle du 5 000 m en 13 min 10 s 60 lors du meeting de Birmingham[4].
- 20 février 2011 : le Français Teddy Tamgho bat son propre record du monde du triple saut avec 17,91 m à Aubière, il devient en même temps champion de France[5].
- 26 février 2011 : la marcheuse russe Vera Sokolova bat le record du monde du 20 kilomètres marche avec 1 h 25 min 08 s lors des championnats de marche athlétique de Russie 2011 à Sotchi[6]

### Mars
- 5 mars 2011 : lors des championnats d'Europe en salle au Palais omnisports de Paris-Bercy, deux tentatives de record du monde échouent, celles d'Ivan Ukhov à la hauteur (2,44 m) et de Renaud Lavillenie à la perche (6,16 m)[7],[8].
- 6 mars 2011 : lors de la dernière journée des championnats d'Europe en salle au Palais omnisports de Paris-Bercy, le triple sauteur français Teddy Tamgho bat son propre record du monde pour la 2e fois, réalisant 17,92 m, soit respectivement 1 et 2 centimètres de plus que ses anciens records réalisés à Aubière en février 2011 et à Doha en mars 2010[9].
- 12 mars 2011 : Yohann Diniz, marcheur français médaillé d'or au 50 kilomètres marche des championnats d'Europe de Barcelone, bat le record du monde du 50 000 mètres marche[10] avec 3 h 35 min 27 s à Reims, améliorant ainsi de plus de 5 minutes l'ancienne marque[11].

### Mai
- 21 mai 2011 : l'Allemande Betty Heidler établit un nouveau record du monde du lancer du marteau à Halle avec un jet à 79,42 m, elle devance ainsi l'ancienne marque d'Anita Włodarczyk d'un mètre 12.

### Juin
- 3 juin 2011 : à Eugene, le Kényan Moses Mosop bat les records du monde du 25 000 et 30 000 mètres en 1 h 12 min 25 s 4 et 1 h 26 min 47 s. Mo Farah bat quant à lui le record d'Europe du 10 000 mètres en 26 min 46 s 57.
- 7 juin 2011 : à Montreuil, le Français Christophe Lemaitre bat le record de France du 100 mètres en 9 s 96 derrière Yohan Blake. Ces performances font de 2011 l'année où le plus de coureurs ont couru en dessous des 10 secondes sur 100 m.
- 24 juin 2011 : le repenti Justin Gatlin se qualifie sur 100 mètres pour les Championnats du monde de Daegu lors des Championnats des États-Unis, à Eugene[12]. Autre fait marquant, le forfait pour les Mondiaux sur blessure de Tyson Gay[13], auteur de la meilleure performance mondiale de l'année sur 100 m en 9 s 79. Ashton Eaton remporte le décathlon des championnats des États-Unis en réalisant un total de 8 729 points, soit la meilleure performance mondiale de l'année 2011 et le meilleur total réalisée dans cette discipline depuis la saison 2009[14].
- 26 juin 2011 : le sauteur en hauteur Jesse Williams devient champion des États-Unis pour la deuxième fois consécutive en réalisant la meilleure performance mondiale de l'année 2011 avec 2,37 m, franchis à son troisième et dernier essai[15]. Chez les femmes, Brittney Reese décroche son quatrième titre consécutif de championne des États-Unis avec 7,19 m (+1,8 m/s)[16] en améliorant de neuf centimètres son record personnel et enregistre la meilleure performance mondiale de l'année[17]. Le titre féminin du 200 m est revenu à Shalonda Solomon en 22 s 15 (+1,0 m/s), nouveau record personnel et meilleure performance mondiale de l'année 2011.

### Juillet
- 21 juillet 2011 : Elena Lashmanova bat le record du monde junior du 10 000 m marche en 42 min 59 s 48.
- 29 juillet 2011 : Christophe Lemaitre remporte son deuxième titre consécutif de champion de France du 100 mètres en améliorant de trois centièmes de secondes son propre record de France dans le temps de 9 s 92 (+2,0 m/s)[18].

## Compétitions

### Mondiales
| Compétition                            | Lieu         | Date                  |
| -------------------------------------- | ------------ | --------------------- |
| Championnats du monde de cross-country | Punta Umbría | 20 mars               |
| Championnats du monde jeunesse         | Lille        | 6 - 10 juillet        |
| Jeux mondiaux militaires               | Brésil       | 16 - 24 juillet       |
| Ligue de diamant                       | 14 meetings  | 6 mai - 16 septembre  |
| Jeux des Îles                          | Île de Wight | 25 juin - 1er juillet |
| Universiade d'été                      | Shenzhen     | 12 - 24 août          |
| Championnats du monde                  | Daegu        | 27 août - 4 septembre |
| Jeux de la Jeunesse du Commonwealth    | Douglas      | 8 - 12 septembre      |

### Continentales

#### Asie
| Compétition                                 | Lieu      | Date           |
| ------------------------------------------- | --------- | -------------- |
| Championnats d'Asie de 20 kilomètres marche | Nomi      | 13 mars        |
| Championnats d'Asie                         | Kobe      | 7 - 10 juillet |
| Championnats d'Asie de marathon             | Pattaya   | 17 juillet     |
| Jeux des îles de l'océan Indien             | Mahé      | 5 - 14 août    |
| Championnats d'Asie de cross-country        | Katmandou | Reporté        |

#### Afrique
| Compétition                     | Lieu     | Date             |
| ------------------------------- | -------- | ---------------- |
| Championnats d'Afrique de cross | Le Cap   | 6 mars           |
| Championnats d'Afrique junior   | Gaborone | 12 - 15 mai      |
| Jeux africains                  | Maputo   | 3 - 18 septembre |
| Jeux panarabes                  | Doha     | 9 - 23 décembre  |

#### Amérique du Nord, centrale et des Caraïbes
| Compétition                                      | Lieu           | Date            |
| ------------------------------------------------ | -------------- | --------------- |
| Championnats NACAC de cross-country              | Port-d'Espagne | 19 février      |
| Championnats NACAC d'épreuves combinées          | Kingston       | 27 - 28 mai     |
| Championnats d'Amérique centrale et des Caraïbes | Mayagüez       | 15 - 17 juillet |
| Jeux panaméricains                               | Guadalajara    | 13 - 30 octobre |

#### Amérique du Sud
| Compétition                    | Lieu         | Date       |
| ------------------------------ | ------------ | ---------- |
| Championnats d'Amérique du Sud | Buenos Aires | 2 - 5 juin |

#### Europe
| Compétition                               | Lieu       | Date            |
| ----------------------------------------- | ---------- | --------------- |
| Championnats d'Europe en salle            | Paris      | 4 - 6 mars      |
| Championnats des Balkans de cross-country | Kragujevac | 12 mars         |
| Coupe d'Europe hivernale des lancers      | Sofia      | 19 - 20 mars    |
| Coupe d'Europe de marche                  | Olhão      | 22 mai          |
| Jeux des petits États d'Europe            | Schaan     | 1er - 4 juin    |
| Championnats d'Europe par équipes         | Stockholm  | 18 - 19 juin    |
| Coupe d'Europe d'épreuves combinées       | Bressanone | 2 - 3 juillet   |
| Championnats d'Europe espoirs             | Ostrava    | 14 - 17 juillet |
| Championnats d'Europe junior              | Tallinn    | 21 - 24 juillet |
| Championnats d'Europe de cross            | Velenje    | 11 décembre     |

#### Océanie
| Compétition                   | Lieu   | Date             |
| ----------------------------- | ------ | ---------------- |
| Championnats d'Océanie junior | Sydney | 10 - 13 mars     |
| Jeux du Pacifique             | Nouméa | 3 - 10 septembre |

## Records du monde

### En salle

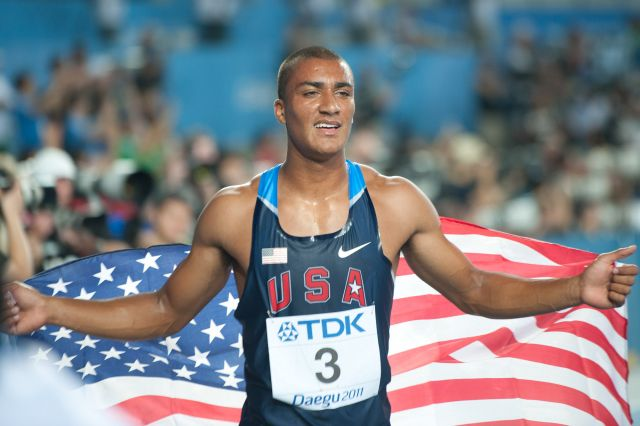
Ashton Eaton

#### Hommes
| Épreuve     | Athlète      | Nation     | Performance  | Lieu    | Date            |
| ----------- | ------------ | ---------- | ------------ | ------- | --------------- |
| Heptathlon  | Ashton Eaton | États-Unis | 6 568 points | Tallinn | 6 février 2011  |
| Triple saut | Teddy Tamgho | France     | 17,91 m      | Aubière | 20 février 2011 |
| Triple saut | Teddy Tamgho | France     | 17,92 m      | Paris   | 6 mars 2011     |

#### Femmes
| Épreuve               | Athlète                                                                         | Nation                                                                          | Performance   | Lieu   | Date            |
| --------------------- | ------------------------------------------------------------------------------- | ------------------------------------------------------------------------------- | ------------- | ------ | --------------- |
| Relais 4 × 800 mètres | Russie Aleksandra Bulanova Yekaterina Martynova Yelena Kofanova Anna Balakshina | Russie Aleksandra Bulanova Yekaterina Martynova Yelena Kofanova Anna Balakshina | 8 min 06 s 24 | Moscou | 18 février 2011 |

### En plein air

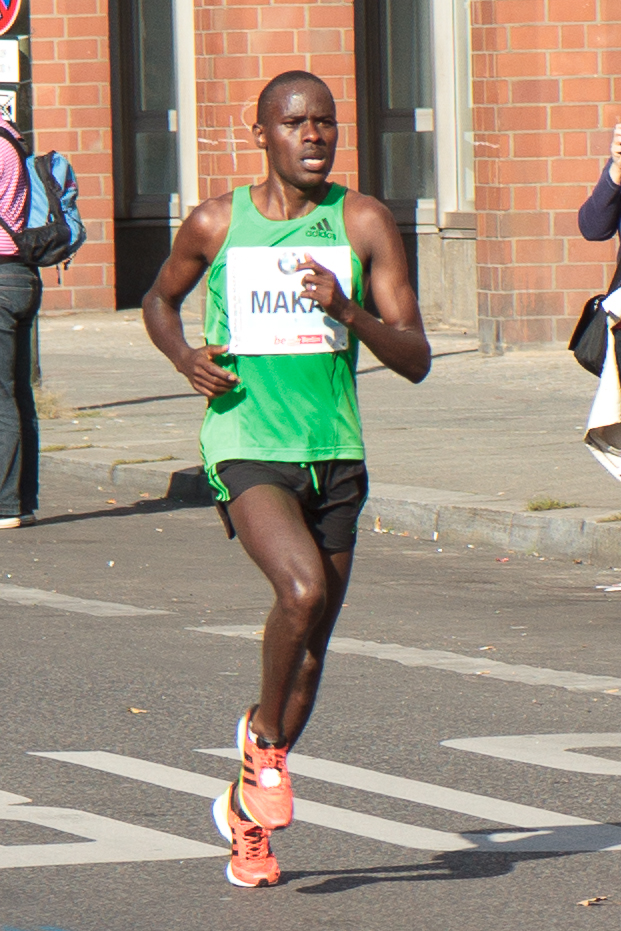
Patrick Makau

#### Hommes
| Épreuve          | Athlète                                            | Nation   | Performance     | Lieu   | Date              |
| ---------------- | -------------------------------------------------- | -------- | --------------- | ------ | ----------------- |
| 50 000 m marche  | Yohann Diniz                                       | France   | 3 h 35 min 27 s | Reims  | 12 mars 2011      |
| Relais 4 × 100 m | Nesta Carter Michael Frater Yohan Blake Usain Bolt | Jamaïque | 37 s 04         | Daegu  | 4 septembre 2011  |
| Marathon         | Patrick Makau                                      | Kenya    | 2 h 03 min 38 s | Berlin | 25 septembre 2011 |

#### Femmes
| Épreuve              | Athlète       | Nation    | Performance     | Lieu           | Date            |
| -------------------- | ------------- | --------- | --------------- | -------------- | --------------- |
| 20 kilomètres        | Mary Keitany  | Kenya     | 1 h 02 min 36 s | Ras el Khaïmah | 18 février 2011 |
| Semi-marathon        | Mary Keitany  | Kenya     | 1 h 05 min 50 s | Ras el Khaïmah | 18 février 2011 |
| 20 kilomètres marche | Vera Sokolova | Russie    | 1 h 25 min 08 s | Sotchi         | 26 février 2011 |
| Lancer du marteau    | Betty Heidler | Allemagne | 79,42 m         | Halle          | 21 mai 2011     |

### Divers
Le 13 octobre, le Britannique Fauja Singh, âgé de 100 ans, établit huit records du monde masculins pour sa tranche d'âge, courant le 100 mètres en 23 s 40, le 200 mètres en 52 s 23, le 400 mètres en 2 min 13 s 48, le 800 mètres en 5 min 32 s 18, le 1 500 mètres en 11 min 27 s 00, le 3 000 mètres en 24 min 52 s 47, et le 5 000 mètres en 49 min 57 s 39. Il devient dans le même temps le premier centenaire à terminer une course de 3 000 mètres ou plus. Trois jours plus tard, au marathon de Toronto, il devint le premier centenaire à terminer un marathon, établissant le record du monde pour sa catégorie d'âge en 8 h 25 min 16 s.

## Meilleures performances mondiales de l'année
Ces tableaux récapitulent les meilleures performances mondiales de l'année au 13 mars 2011 :

### En salle

#### Hommes
| Épreuve               | Athlète              | Nation     | Performance       | Lieu            | Date            |
| --------------------- | -------------------- | ---------- | ----------------- | --------------- | --------------- |
| 50 mètres             | Sam Effah            | Canada     | 5 s 67            | Saskatoon       | 3 février 2011  |
| 60 mètres             | Mike Rodgers         | États-Unis | 6 s 48            | Albuquerque     | 27 février 2011 |
| 200 mètres            | Rakieem Salaam       | États-Unis | 20 s 39           | College Station | 11 mars 2011    |
| 400 mètres            | Kirani James         | Grenade    | 44 s 80           | Fayetteville    | 27 février 2011 |
| 800 mètres            | Abubaker Kaki        | Soudan     | 1 min 45 s 02     | Stuttgart       | 5 février 2011  |
| 1 000 mètres          | Abubaker Kaki        | Soudan     | 2 min 17 s 55     | Stockholm       | 22 février 2011 |
| 1 500 mètres          | Augustine Choge      | Kenya      | 3 min 33 s 23     | Birmingham      | 19 février 2011 |
| Mile                  | Russell Brown        | États-Unis | 3 min 54 s 81     | Boston          | 5 février 2011  |
| 3 000 mètres          | Yenew Alamirew       | Éthiopie   | 7 min 27 s 80     | Stuttgart       | 5 février 2011  |
| 5 000 mètres          | Isiah Koech          | Kenya      | 12 min 53 s 29    | Düsseldorf      | 11 février 2011 |
| 60 mètres haies       | David Oliver         | États-Unis | 7 s 37            | Stuttgart       | 5 février 2011  |
| Saut en hauteur       | Ivan Ukhov           | Russie     | 2,38 m            | Hustopeče       | 29 janvier 2011 |
| Saut en hauteur       | Ivan Ukhov           | Russie     | 2,38 m            | Banská Bystrica | 9 février 2011  |
| Saut en hauteur       | Ivan Ukhov           | Russie     | 2,38 m            | Paris-Bercy     | 5 mars 2011     |
| Saut à la perche      | Renaud Lavillenie    | France     | 6,03 m            | Paris-Bercy     | 5 mars 2011     |
| Saut en longueur      | Loúis Tsátoumas      | Grèce      | 8,21 m            | Paiania         | 15 janvier 2011 |
| Triple saut           | Teddy Tamgho         | France     | 17,92 m (RM)      | Paris-Bercy     | 6 mars 2011     |
| Lancer du poids       | Ryan Whiting         | États-Unis | 21,35 m           | Albuquerque     | 27 février 2011 |
| Heptathlon            | Ashton Eaton         | États-Unis | 6 568 points (RM) | Tallinn         | 6 février 2011  |
| 5 000 mètres marche   | Robert Heffernan     | Irlande    | 19 min 09 s 56    | Belfast         | 19 février 2011 |
| Relais 4 × 400 mètres | Université Texas A&M | États-Unis | 3 min 04 s 24     | College Station | 12 mars 2011    |

#### Femmes
| Épreuve               | Athlète                                                                         | Nation                                                                          | Performance        | Lieu                | Date            |
| --------------------- | ------------------------------------------------------------------------------- | ------------------------------------------------------------------------------- | ------------------ | ------------------- | --------------- |
| 50 mètres             | Brittney Reese                                                                  | États-Unis                                                                      | 6 s 29             | Saskatoon           | 3 février 2011  |
| 60 mètres             | LaKya Brookins                                                                  | États-Unis                                                                      | 7 s 09             | College Station     | 12 mars 2011    |
| 200 mètres            | Kimberlyn Duncan                                                                | États-Unis                                                                      | 22 s 78            | Fayetteville        | 27 février 2011 |
| 400 mètres            | Jessica Beard                                                                   | États-Unis                                                                      | 50 s 79            | College Station     | 12 mars 2011    |
| 800 mètres            | Yuliya Rusanova                                                                 | Russie                                                                          | 1 min 58 s 14      | Moscou              | 17 février 2011 |
| 1 000 mètres          | Elena Arzhakova                                                                 | Russie                                                                          | 2 min 35 s 21      | Moscou              | 6 février 2011  |
| 1 500 mètres          | Abeba Arigawe                                                                   | Éthiopie                                                                        | 4 min 01 s 47      | Stockholm           | 22 février 2011 |
| Mile                  | Jennifer Barringer Simpson                                                      | États-Unis                                                                      | 4 min 28 s 60      | États-Unis New York | 22 janvier 2011 |
| 3 000 mètres          | Sentayehu Ejigu                                                                 | Éthiopie                                                                        | 8 min 30 s 26      | Birmingham          | 19 février 2011 |
| 5 000 mètres          | Megan Wright                                                                    | Canada                                                                          | 15 min 25 s 15     | États-Unis Boston   | 11 février 2011 |
| 60 mètres haies       | Kellie Wells                                                                    | États-Unis                                                                      | 7 s 79             | Albuquerque         | 27 février 2011 |
| Saut en hauteur       | Antonietta Di Martino                                                           | Italie                                                                          | 2,04 m             | Banská Bystrica     | 9 février 2011  |
| Saut à la perche      | Jennifer Suhr                                                                   | États-Unis                                                                      | 4,86 m             | Albuquerque         | 16 janvier 2011 |
| Saut en longueur      | Janay DeLoach                                                                   | États-Unis                                                                      | 6,99 m             | Albuquerque         | 27 février 2011 |
| Triple saut           | Simona La Mantia                                                                | Italie                                                                          | 14,60 m            | Paris-Bercy         | 5 mars 2011     |
| Lancer du poids       | Lijiao Gong                                                                     | Chine                                                                           | 19,87 m            | Chengdu             | 19 mars 2011    |
| Pentathlon            | Antoinette Nana Djimou                                                          | France                                                                          | 4 723 points       | Paris-Bercy         | 4 mars 2011     |
| 3 000 mètres marche   | Sabine Krantz                                                                   | Allemagne                                                                       | 12 min 18 s 12     | Leipzig             | 26 février 2011 |
| Relais 4 × 400 mètres | Russie Ksenia Zadorina Kseniya Vdovina Yelena Migunova Olesya Forsheva          | Russie Ksenia Zadorina Kseniya Vdovina Yelena Migunova Olesya Forsheva          | 3 min 29 s 34      | Paris-Bercy         | 6 mars 2011     |
| Relais 4 × 800 mètres | Russie Aleksandra Bulanova Yekaterina Martynova Yelena Kofanova Anna Balakshina | Russie Aleksandra Bulanova Yekaterina Martynova Yelena Kofanova Anna Balakshina | 8 min 06 s 24 (RM) | Moscou              | 18 février 2011 |

### En plein air

#### Hommes
- au 18 octobre 2011[23]

| Épreuve           | Athlète                                               | Nation              | Performance       | Lieu           | Date                                      |
| ----------------- | ----------------------------------------------------- | ------------------- | ----------------- | -------------- | ----------------------------------------- |
| 100 m             | Usain Bolt                                            | Jamaïque            | 9 s 76            | Bruxelles      | 16 septembre 2011                         |
| 200 m             | Yohan Blake                                           | Jamaïque            | 19 s 26           | Bruxelles      | 16 septembre 2011                         |
| 400 m             | LaShawn Merritt                                       | États-Unis          | 44 s 35           | Daegu          | 28 août 2011                              |
| 800 m             | David Rudisha                                         | Kenya               | 1 min 41 s 33     | Rieti          | 10 septembre 2011                         |
| 1 500 m           | Silas Kiplagat                                        | Kenya               | 3 min 30 s 17     | Monaco         | 22 juillet 2011                           |
| Mile              | Haron Keitany                                         | Kenya               | 3 min 49 s 09     | Eugene         | 4 juin 2011                               |
| 3 000 m           | Yenew Alamirew                                        | Éthiopie            | 7 min 27 s 26     | Doha           | 6 mai 2011                                |
| 5 000 m           | Mohamed Farah                                         | Royaume-Uni         | 12 min 53 s 11    | Monaco         | 22 juillet 2011                           |
| 10 000 m          | Kenenisa Bekele                                       | Éthiopie            | 26 min 43 s 16    | Bruxelles      | 16 septembre 2011                         |
| 10 km             | Micah Kogo                                            | Kenya               | 27 min 15 s       | Brunssum       | 3 avril 2011                              |
| 15 km             | Leonard Komon                                         | Kenya               | 41 min 26 s       | Zaandam        | 18 septembre 2011                         |
| 20 km             | Deriba Merga                                          | Éthiopie            | 56 min 16 s       | Ras el Khaïmah | 18 février 2011                           |
| Semi-marathon     | Zersenay Tadese                                       | Érythrée            | 58 min 30 s       | Lisbonne       | 20 mars 2011                              |
| 30 km             | Peter Kirui                                           | Kenya               | 1 h 27 min 37     | Berlin         | 25 septembre 2011                         |
| Marathon          | Patrick Makau                                         | Kenya               | 2 h 03 min 38 s   | Berlin         | 25 septembre 2011                         |
| 110 m haies       | David Oliver                                          | États-Unis          | 12 s 94           | Eugene         | 4 juin 2011                               |
| 400 m haies       | Louis van Zyl                                         | Afrique du Sud      | 47 s 66           | Pretoria       | 25 février 2011                           |
| 3 000 m steeple   | Brimin Kipruto                                        | Kenya               | 7 min 53 s 64     | Monaco         | 22 juillet 2011                           |
| Saut en hauteur   | Jesse Williams                                        | États-Unis          | 2,37 m            | Eugene         | 26 juin 2011                              |
| Saut à la perche  | Renaud Lavillenie Pawel Wojciechowski Lázaro Borges   | France Pologne Cuba | 5,90 m            | Monaco Daegu   | 22 juillet 2011 29 août 2011 29 août 2011 |
| Saut en longueur  | Mitchell Watt                                         | Australie           | 8,54 m            | Stockholm      | 29 juillet 2011                           |
| Triple saut       | Christian Taylor                                      | États-Unis          | 17,96 m           | Daegu          | 4 septembre 2011                          |
| Lancer du poids   | Dylan Armstrong                                       | Canada              | 22,21 m           | Calgary        | 25 juin 2011                              |
| Lancer du disque  | Zoltán Kövágó                                         | Hongrie             | 69,50 m           | Budapest       | 30 juillet 2011                           |
| Lancer de marteau | Aleksey Zagornyi                                      | Russie              | 81,73 m           | Yerino         | 4 juin 2011                               |
| Lancer de javelot | Andreas Thorkildsen                                   | Norvège             | 90,61 m           | Byrkjelo       | 14 août 2011                              |
| 20 km marche      | Wang Zhen                                             | Chine               | 1 h 18 min 30 s   | Taicang        | 22 avril 2011                             |
| 50 000 m marche   | Yohann Diniz                                          | France              | 3 h 35 min 27 s 2 | Reims          | 12 mars 2011                              |
| 50 km marche      | Sergey Bakulin                                        | Russie              | 3 h 38 min 46 s   | Saransk        | 12 juin 2011                              |
| Relais 4 × 100 m  | Nesta Carter Michael Frater Yohan Blake Usain Bolt    | Jamaïque            | 37 s 04 (WR)      | Daegu          | 4 septembre 2011                          |
| Relais 4 × 400 m  | Greg Nixon Jamaal Torrance Mike Berry LaShawn Merritt | États-Unis          | 2 min 58 s 82     | Daegu          | 1er septembre 2011                        |
| Décathlon         | Ashton Eaton                                          | États-Unis          | 8 729 pts         | Eugene         | 24 juin 2011                              |

#### Femmes
- Au 28 octobre 2011[24]

| Épreuve               | Athlète                                                           | Nation           | Performance          | Lieu             | Date                         |
| --------------------- | ----------------------------------------------------------------- | ---------------- | -------------------- | ---------------- | ---------------------------- |
| 100 mètres            | Carmelita Jeter                                                   | États-Unis       | 10 s 70              | Eugene           | 4 juin 2011                  |
| 200 mètres            | Shalonda Solomon                                                  | États-Unis       | 22 s 15              | Eugene           | 26 juin 2011                 |
| 400 mètres            | Anastasiya Kapachinskaya                                          | Russie           | 49 s 35              | Tcheboksary      | 22 juillet 2011              |
| 800 mètres            | Mariya Savinova                                                   | Russie           | 1 min 55 s 87        | Daegu            | 4 septembre 2011             |
| 1 500 mètres          | Morgan Uceny                                                      | États-Unis       | 4 min 00 s 06        | Bruxelles        | 16 septembre 2011            |
| 3 000 mètres          | Viola Kibiwot                                                     | Kenya            | 8 min 46 s 84        | Rabat            | 5 juin 2011                  |
| 5 000 mètres          | Vivian Cheruiyot                                                  | Kenya            | 14 min 20 s 87       | Stockholm        | 29 juillet 2011              |
| 10 000 mètres         | Sally Kipyego                                                     | Kenya            | 30 min 38 s 35       | Palo Alto        | 1er mai 2011                 |
| 10 kilomètres         | Joyce Chepkirui                                                   | Kenya            | 30 min 38 s          | Tilburg          | 4 septembre 2011             |
| 15 kilomètres         | Mary Keitany                                                      | Kenya            | 46 min 40 s          | Ras el Khaïmah   | 18 février 2011              |
| 20 kilomètres         | Mary Keitany                                                      | Kenya            | 1 h 02 min 36 s (RM) | Ras el Khaïmah   | 18 février 2011              |
| Semi-marathon         | Mary Keitany                                                      | Kenya            | 1 h 05 min 50 (RM)   | Ras el Khaïmah   | 18 février 2011              |
| 25 kilomètres         | Ejegayehu Dibaba                                                  | Éthiopie         | 1 h 22 min 14 s      | Chicago          | 9 octobre 2011               |
| 30 kilomètres         | Liliya Shobukhova                                                 | Russie           | 1 h 38 min 23 s      | Chicago          | 9 octobre 2011               |
| Marathon              | Liliya Shobukhova                                                 | Russie           | 2 h 18 min 20 s      | Chicago          | 9 octobre 2011               |
| 100 mètres haies      | Sally Pearson                                                     | Australie        | 12 s 28              | Daegu            | 3 septembre 2011             |
| 400 mètres haies      | Lashinda Demus                                                    | États-Unis       | 52 s 47              | Daegu            | 1er septembre 2011           |
| 3 000 mètres steeple  | Yuliya Zaripova                                                   | Russie           | 9 min 07 s 03        | Daegu            | 30 août 2011                 |
| Saut en hauteur       | Anna Chicherova                                                   | Russie           | 2,07 m               | Tcheboksary      | 22 juillet 2011              |
| Saut à la perche      | Jennifer Suhr                                                     | États-Unis       | 4,91 m               | Rochester        | 26 juillet 2011              |
| Saut en longueur      | Brittney Reese                                                    | États-Unis       | 7,19 m               | Eugene           | 26 juin 2011                 |
| Triple saut           | Yargeris Savigne Caterine Ibargüen                                | Cuba Colombie    | 14,99 m              | La Havane Bogota | 18 février 2011 13 août 2011 |
| Lancer du poids       | Valerie Adams                                                     | Nouvelle-Zélande | 21,24 m              | Daegu            | 29 août 2011                 |
| Lancer du disque      | Li Yanfeng                                                        | Chine            | 67,98 m              | Schönebeck       | 5 juin 2011                  |
| Lancer du marteau     | Betty Heidler                                                     | Allemagne        | 79,42 m (WR)         | Halle            | 21 mai 2011                  |
| Lancer du javelot     | Mariya Abakumova                                                  | Russie           | 71,99 m              | Daegu            | 2 septembre 2011             |
| Heptathlon            | Tatyana Chernova                                                  | Russie           | 6 880 points         | Daegu            | 30 août 2011                 |
| 20 kilomètres marche  | Vera Sokolova                                                     | Russie           | 1 h 25 min 08 s      | Sotchi           | 26 février 2011              |
| Relais 4 × 100 mètres | Bianca Knight Allyson Felix Marshevet Myers Carmelita Jeter       | États-Unis       | 41 s 56              | Daegu            | 4 septembre 2011             |
| Relais 4 × 400 mètres | Sanya Richards-Ross Allyson Felix Jessica Beard Francena McCorory | États-Unis       | 3 min 18 s 09        | Daegu            | 3 septembre 2011             |

## Décès

### Premier trimestre
- 3 janvier : Zbigniew Jaremski, sprinteur polonais vice-champion olympique du relais 4 × 400 m en 1976.
- 18 janvier : Stefka Yordanova, sprinteuse et demi-fondeuse bulgare ancienne recordwomen du 800 mètres
- 3 février : Robert Young, sprinteur américain médaillé d'argent du relais 4 × 400 m aux Jeux olympiques de 1936
- 6 février : Albert Yator, coureur de steeple kényan médaillé d'argent des championnats du monde juniors 2010
- 13 février : Inese Jaunzeme, championne olympique du lancer du javelot en 1956
- 19 février : Ollie Matson, double médaillé olympique (400 mètres et relais 4 × 400 mètres) lors des Jeux de 1952.
- 25 février : Peter Hildreth, médaillé de bronze aux championnats d'Europe 1950.
- 14 mars : Eduard Gushchin, médaillé de bronze aux Jeux olympiques d'été de 1968 du lancer du poids.

### Deuxième trimestre
- 19 avril : Grete Waitz, championne du monde norvégienne du Marathon lors des premiers championnats du monde d'athlétisme à Helsinki.
- 19 avril : Nadine Fourcade, ancienne recordwoman de France du saut en longueur.
- 15 mai : Samuel Wanjiru, champion olympique du marathon aux Jeux olympiques d'été de 2008
- 28 mai : Romuald Klim, champion olympique du lancer du marteau aux Jeux olympiques d'été de 1964.
- 10 juin : Cosimo Caliandro, champion d'Europe en salle du 3 000 mètres aux championnats d'Europe en salle de Birmingham.
- 11 juin : Christian Collardot, champion de France du saut en longueur en 1959, deux fois détenteur du record de France de la discipline, sixième aux Jeux de Rome en 1960 toujours dans cette discipline.

### Troisième trimestre
- 10 juillet : Ragnar Lundberg, champion d'Europe en 1950 et ancien détenteur du record d'Europe du saut à la perche.
- 12 juillet : Kurt Lundquist, médaillé de bronze aux Jeux en 1948 sur 4 × 400 m.
- 17 août : Pierre Quinon, champion olympique en 1984 et détenteur du record du monde pour une semaine du saut à la perche.

### Quatrième trimestre
- 14 octobre : Abdoulaye Seye, athlète sénégalais médaillé de bronze aux Jeux de Rome sur 200 mètres.